# Národní park Hamra

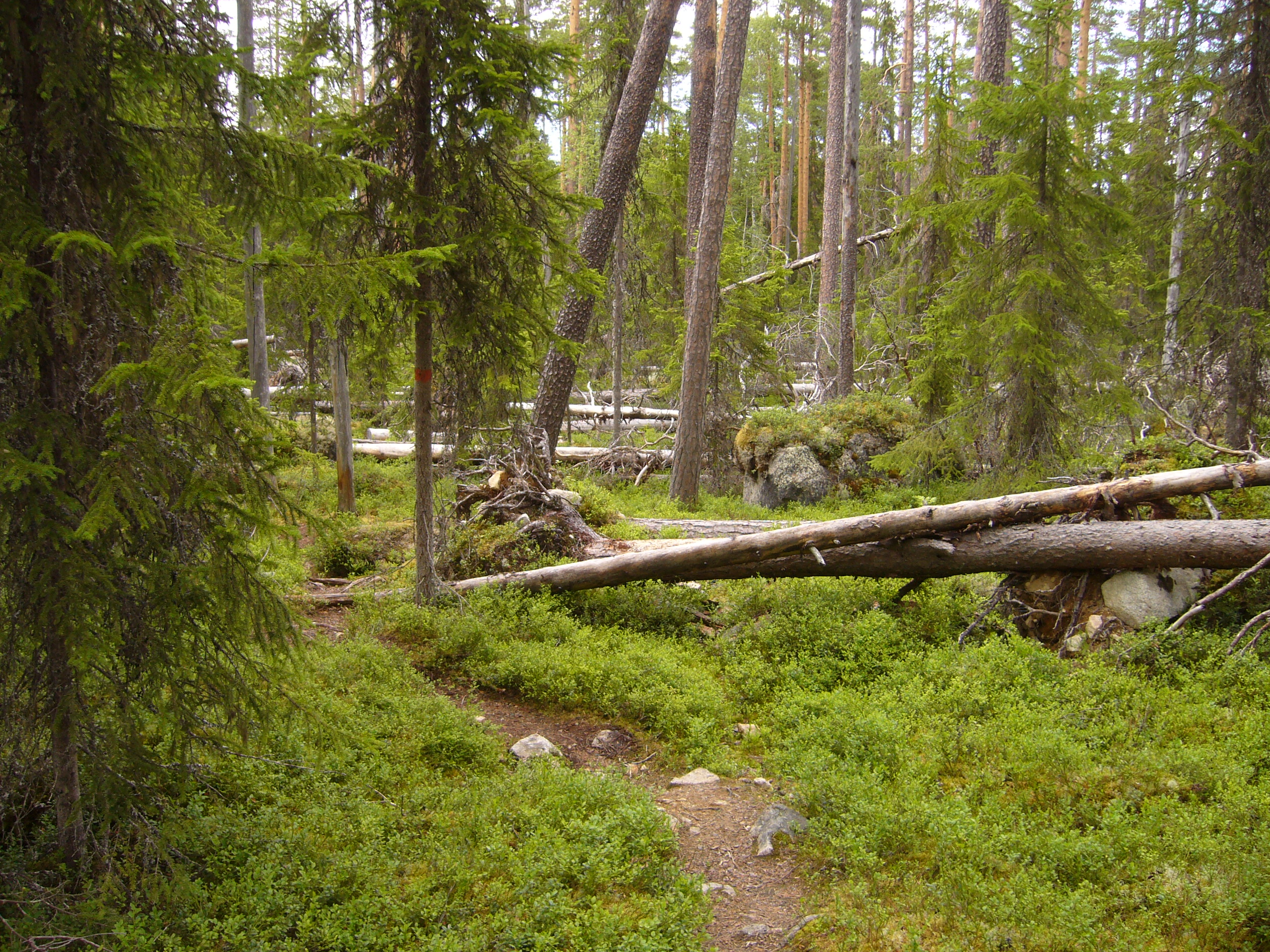
Národní park Hamra

Národní park Hamra (švédsky Hamra nationalpark) se nachází v kraji Gävleborg na území obce Ljusdal nedaleko silnice E45 spojující města Sveg a Orsa (východně od jezera Fågelsjö).
K malému návštěvnickému parkovišti vede z této silnice asi 5 km dlouhá šotolinová cesta. Na parkovišti je k dispozici velký turistický přístřešek, ohniště, informační panely a toalety. Z parkoviště vede k hranici parku asi 300 metrů dlouhá pěšina.
Park byl vyhlášen již v roce 1909 na ploše o rozloze pouhých 28 hektarů. Předmětem ochrany je mozaika bažinatých území a původních jehličnatých lesů. Lze tu tedy pozorovat přirozený vývoj jehličnatého lesa se všemi věkovými kategoriemi stromů a všemi rostlinnými patry. Na nezalesněných územích roste řada vzácných rostlin (např. vstavače).
Hranic parku se dotýkají tři jezera z nich největší je jezero Svansjön na severu. Uvnitř parku leží pouze malé jezero Näckros tjärnen.
Parkem vedou dva turistické okruhy. Delší měří asi dva kilometry a kratší asi 800 metrů, ale jde jen o zkrácení delší trasy. Většinou se jedná o vyšlapanou pěšinu (nesjízdnou na kole) a přes bažinaté úseky vedou chodníky z otesaných kmenů.
Dnes je park součástí evropské sítě Natura 2000.